# Franziskanerkloster Mosbach

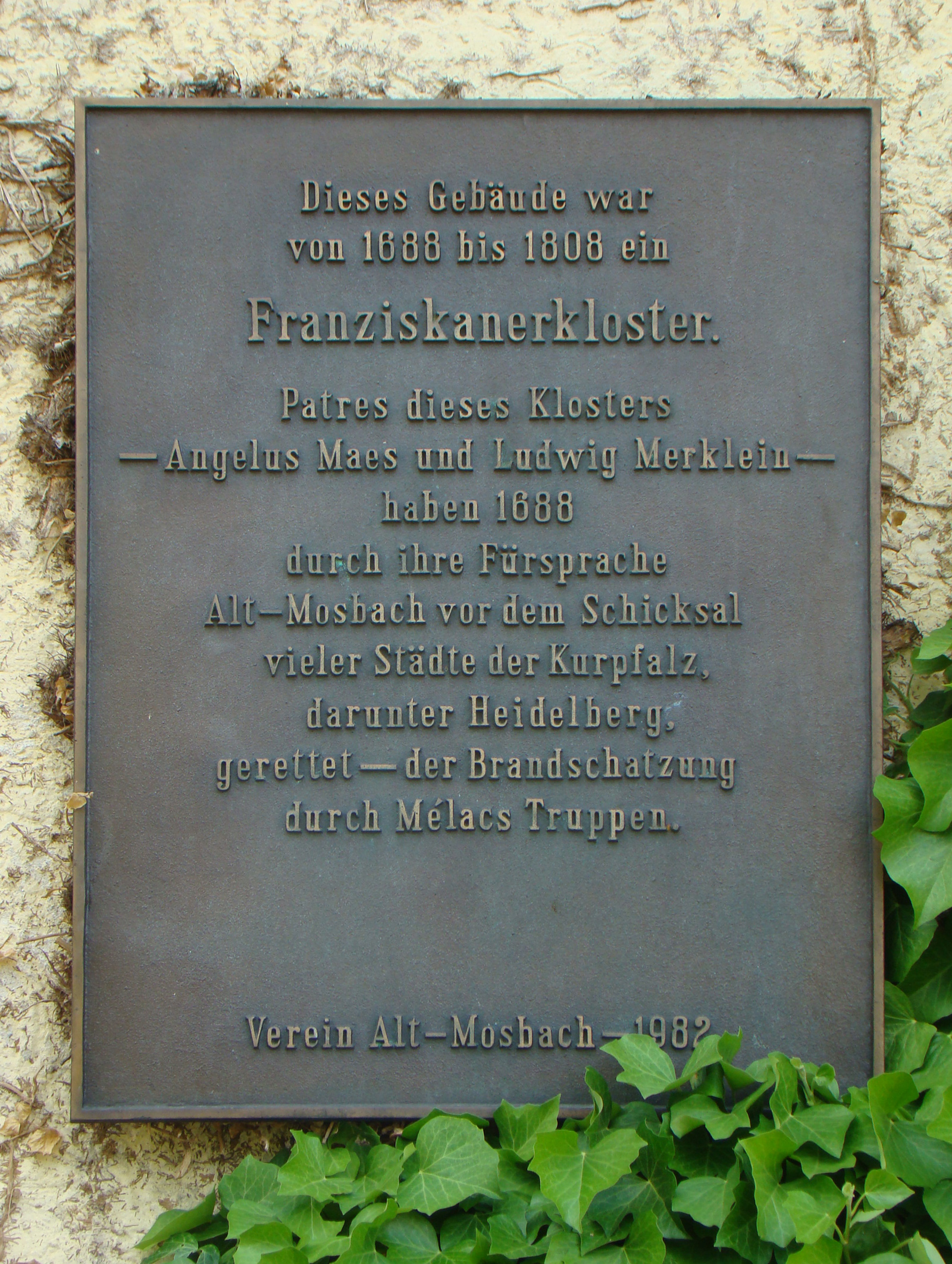
Gedenktafel an das Franziskanerkloster am Mosbacher Landgerichtsgebäude

Das Franziskanerkloster in Mosbach im Neckar-Odenwald-Kreis bestand von 1686 bis 1808. Nach Aufhebung des Klosters wurde ein Teil der Gebäude, darunter auch die Franziskanerkirche, abgerissen. Die restlichen Gebäude wurden zur Nutzung durch Behörden umgebaut. Das heutige Landgericht Mosbach sowie das Amtsgericht Mosbach sind in früheren Klostergebäuden untergebracht. An der Stelle der Klosterkirche befindet sich heute das Mosbacher Gefängnis.

## Geschichte

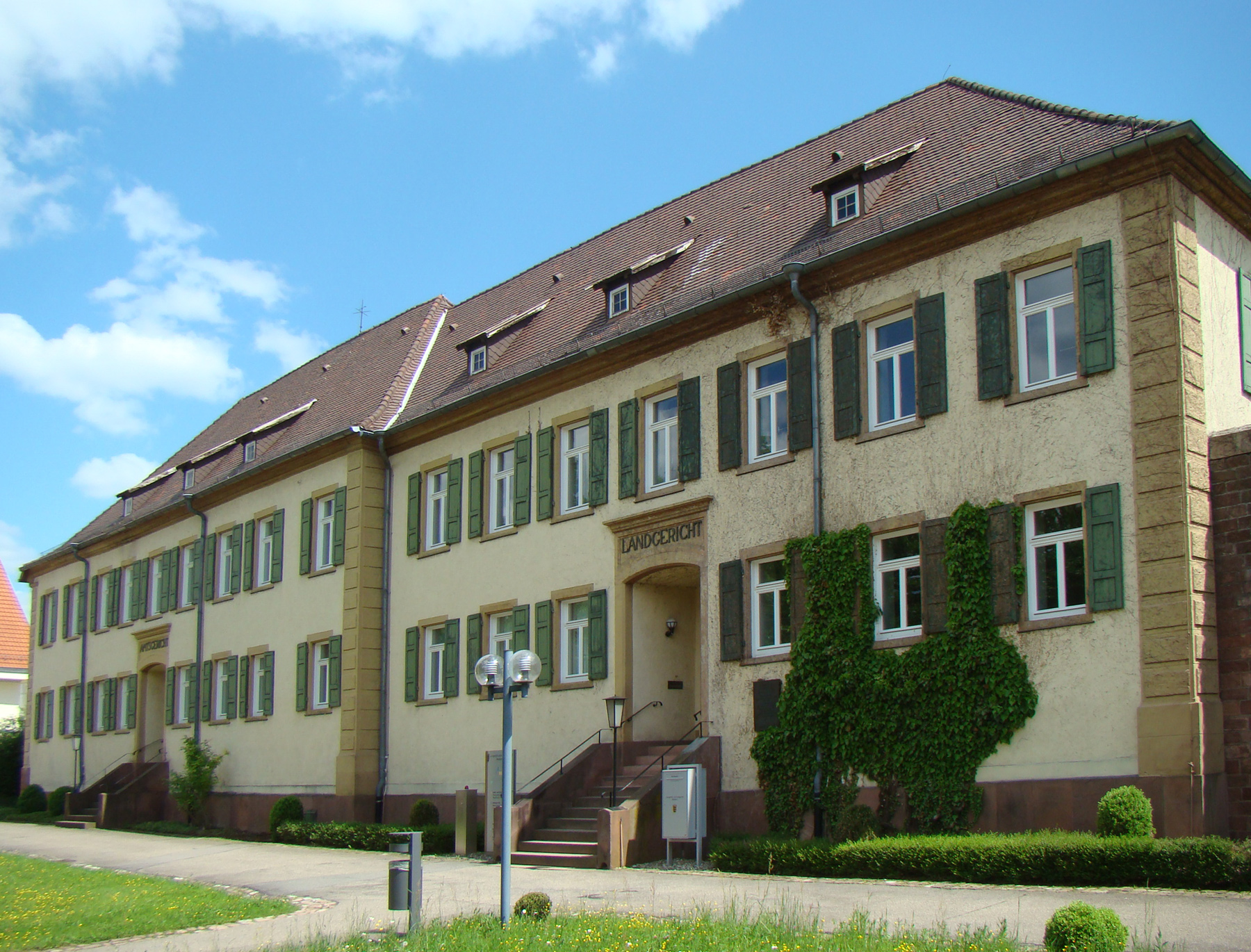
Das Amts- und Landgerichtsgebäude in Mosbach geht auf die früheren Klostergebäude zurück

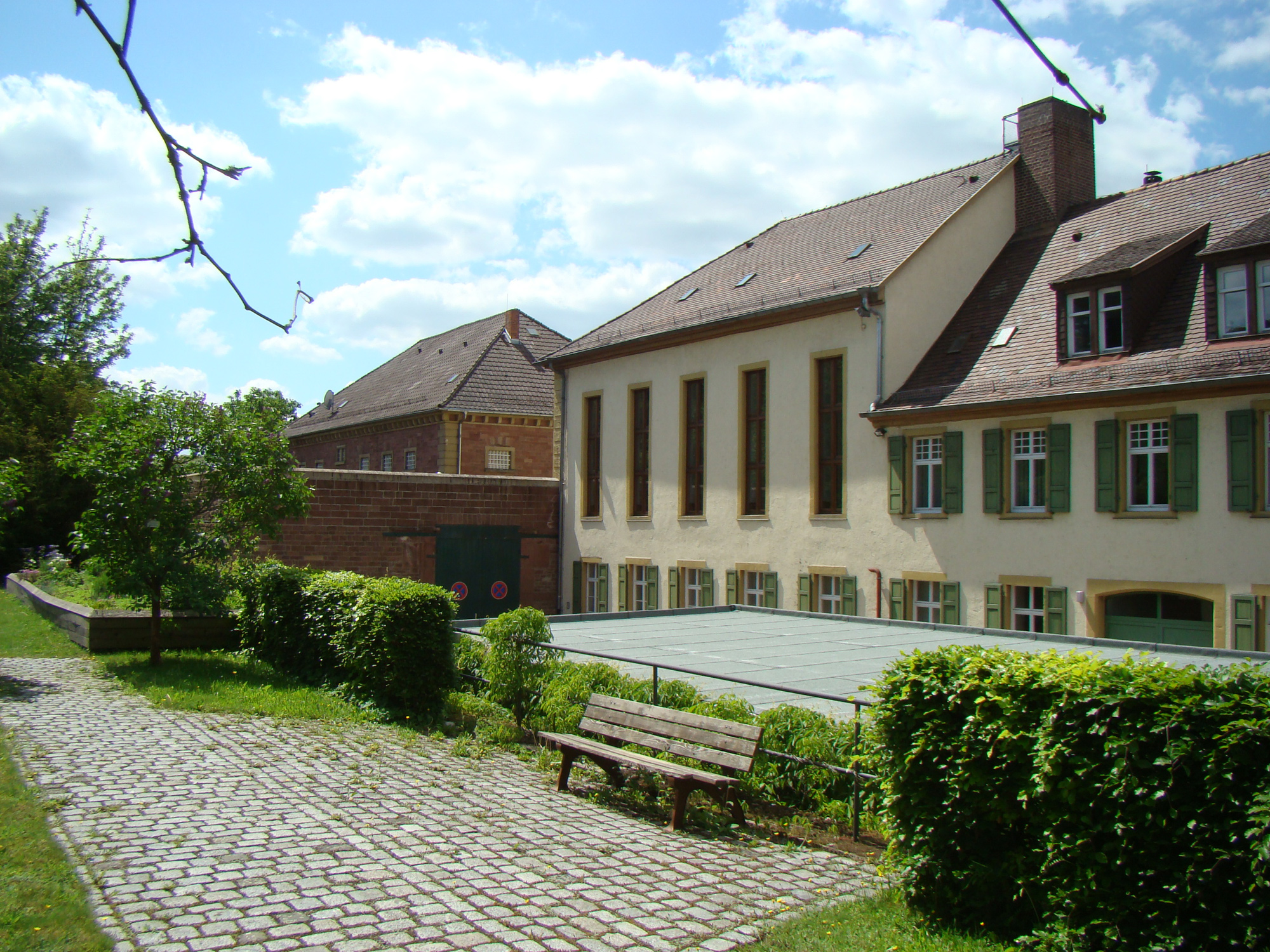
Rückwärtige Ansicht des Gerichtsgebäudes, links davon das Mosbacher Gefängnis an der Stelle der früheren Klosterkirche

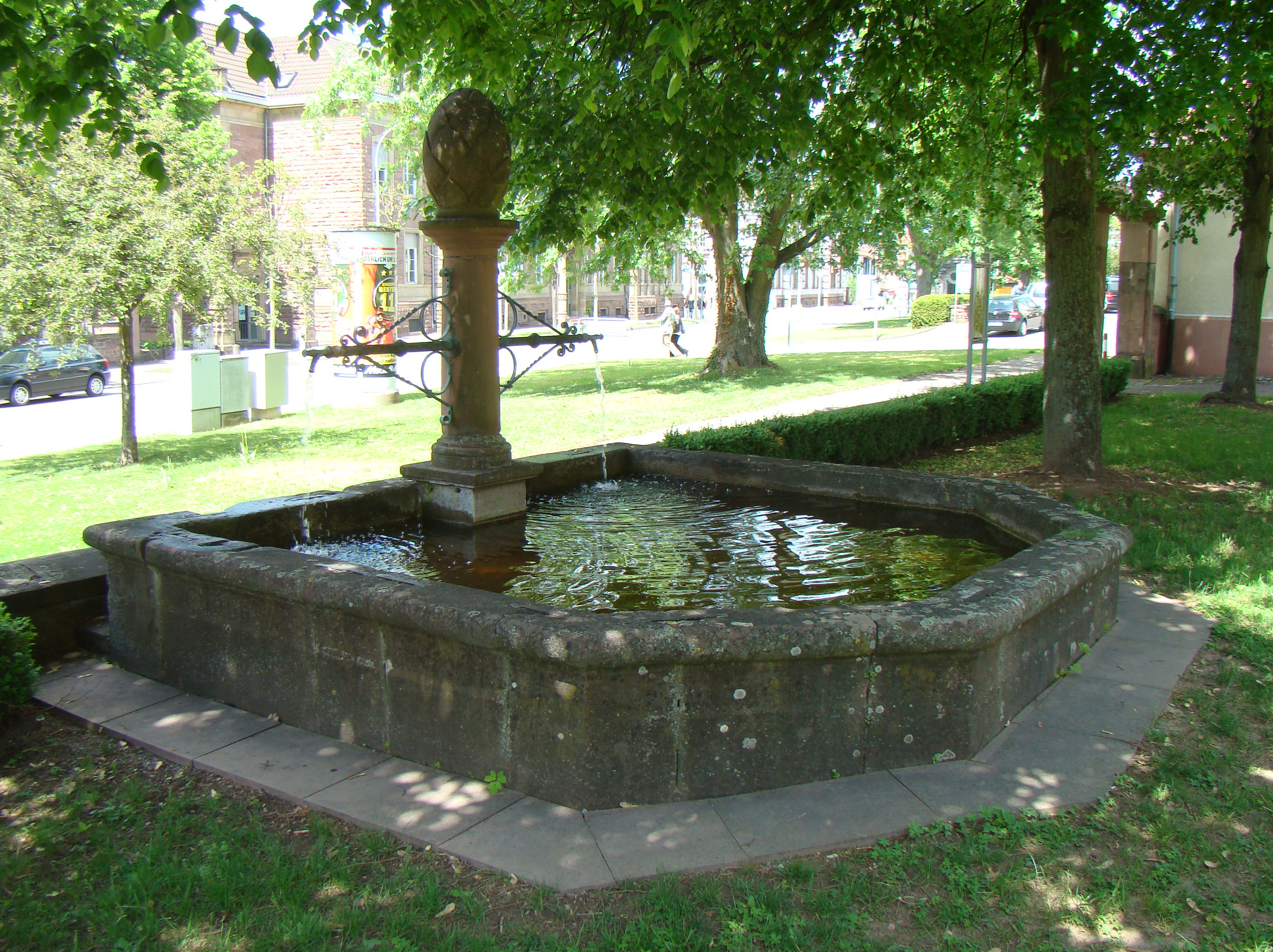
Der Klosterbrunnen hat sich bis heute erhalten

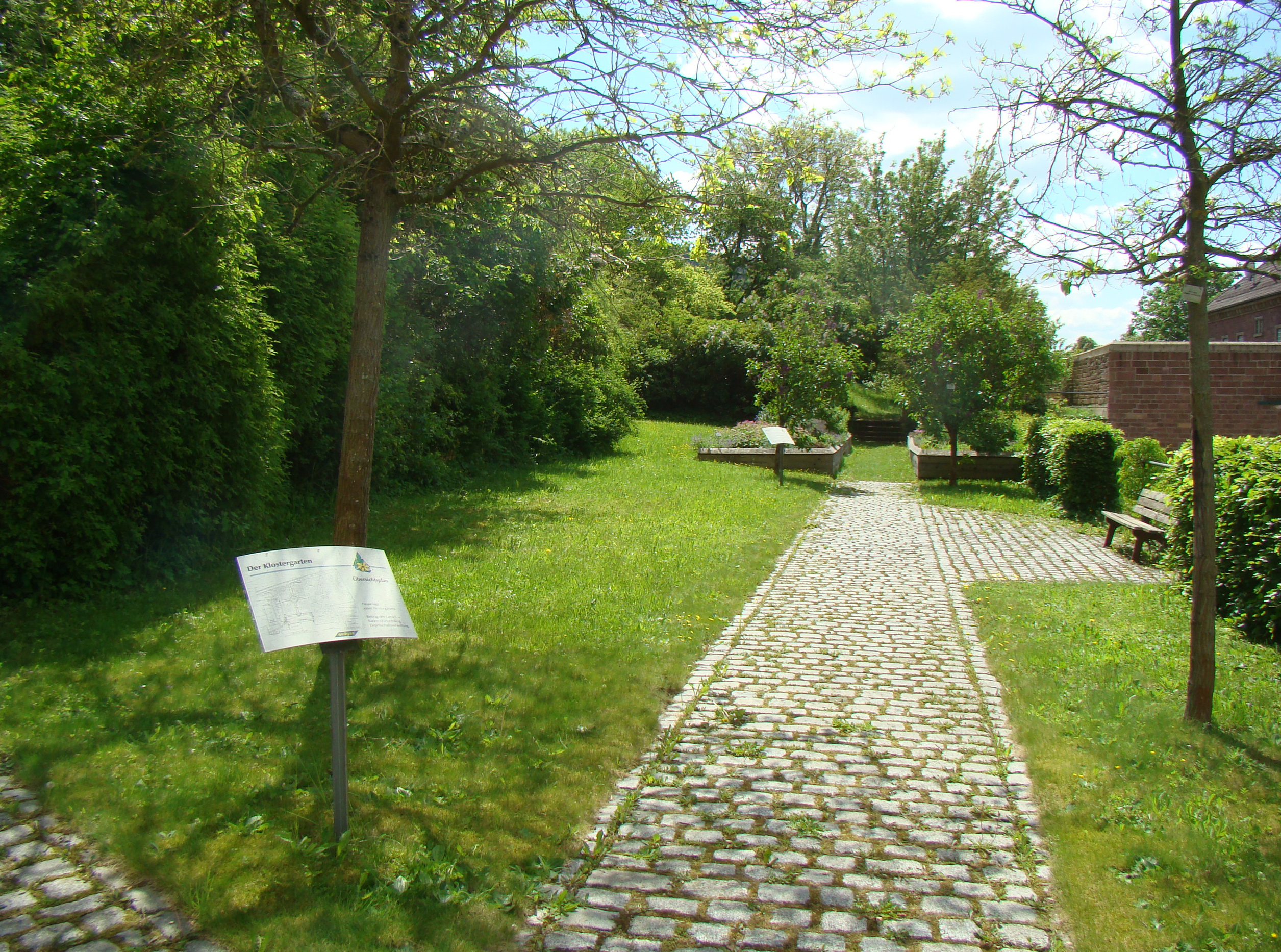
Der Klostergarten wurde anlässlich der Landesgartenschau 1997 neu angelegt

Franziskaner der Kölnischen Ordensprovinz Colonia hatten bereits während des Dreißigjährigen Kriegs zeitweilig die Pfarrseelsorge in Mosbach ausgeübt. Durch den Glaubenswechsel in der Kurpfalz nach dem Westfälischen Frieden und die nachfolgende Neuordnung der kirchlichen Verhältnisse wurden katholische Gottesdienste in Mosbach jedoch verboten. Nach dem Regierungsantritt des katholischen Kurfürsten Philipp Wilhelm herrschte ab 1685 Religionsfreiheit. Der Mosbacher Amtsschultheiß Johann Michael Speicher (1649–1724) gewann den Guardian Baltasar Breun vom Franziskanerkloster Tauberbischofsheim für einen Klosterneubau in Mosbach. Im Mai 1686 kamen die ersten drei Patres der Thüringischen Franziskanerprovinz aus Tauberbischofsheim und Miltenberg nach Mosbach und bezogen eine provisorische Unterkunft in der Unteren Bachmühle des Müllers Johann Philipp Sohler (1660–1732), der über gegenseitige Patenschaften eng mit Speicher verbunden war.
Der Grundstein für eine Klosterkirche wurde bereits im Juni 1686 gelegt, eine erste Bestattung auf dem um die Kirche befindlichen neuen katholischen Friedhof fand im September 1686 statt. Anstatt der Kirche wurde jedoch 1688 zunächst ein Flügelbau des Klosters fertiggestellt, in dem sich auch eine geräumige Hauskapelle befand, die der katholischen Pfarrgemeinde vorübergehend als Oratorium diente.
Die Franziskaner mussten bereits 1688 die Pfarrseelsorge an die vom Würzburger Bischof entsandten Weltgeistlichen abtreten, gewannen im selben Jahr durch ihren Einsatz für die Rettung der Stadt vor Zerstörung durch französische Truppen im Pfälzischen Erbfolgekrieg jedoch auch großen Rückhalt unter der Bevölkerung. In den Folgejahren wurde das Kloster sukzessive erweitert, schließlich wurde 1698 auch die Klosterkirche fertiggestellt und blieb den Klosterherren vorbehalten, während die katholische Pfarrgemeinde die Hälfte der simultan genutzten Stiftskirche St. Juliana erhielt.
Die Klosterkirche war vermutlich ein Hallenbau mit Tonnengewölbe. Sie wurde am 4. Oktober 1698 geweiht, wies damals aber wohl noch keine Altäre auf. Die Altarweihe fand erst am 9. Mai 1700 statt. Später kamen noch eine Orgel sowie liturgisches Gerät und Bildschmuck hinzu. Die Kirche hatte, wie zahlreiche Betterlordenskirchen, statt eines Turms wohl lediglich einen Dachreiter mit anfangs zwei Glocken, die 1743 um eine dritte Glocke ergänzt wurden. Der Kurfürst spendete Geld für eine Kirchenuhr, als Dank wurde sein Wappen über dem Klosterportal angebracht. Die vorerst letzte Ausbaustufe wurde mit der Pflasterung des Kirchenvorhofs und der Ummauerung der gesamten Anlage erreicht. Von 1768 bis 1770 wurden die Baulichkeiten innerhalb der Anlage noch um zwei Bautrakte ergänzt. Für das Noviziatsgebäude legte Kurfürst Carl Theodor am 8. November 1768 persönlich den Grundstein. Die Kosten für die Mosbacher Klosterbauten wurden vor allem von der thüringischen Ordensprovinz getragen.
Zwar durften sich die Brüder in Mosbach seit 1688 nicht als Pfarrer betätigen, wurden innerhalb der katholischen Pfarreien dennoch als Betreuer und Aushilfen benötigt. Die Pfarrseelsorge übten die Klosterbrüder 1688 für die Orte Haßmersheim, Neckarelz, Nüstenbach, Lohrbach und Fahrenbach aus. 1801 waren sie Pfarrseelsorger in Haßmersheim, Hochhausen, Obrigheim, Guttenbach, Lohrbach, Fahrenbach und Bachenau. Neben der seelsorgerischen Tätigkeit gehörten auch caritative Aufgaben zu ihren Tätigkeitsschwerpunkten. Da das Kloster außer dem Klostergrundstück keinen Landbesitz hatte, war man auf Almosen angewiesen, die nicht nur zur Verpflegung der Brüder, sondern auch zur Versorgung von täglich rund 50 Bedürftigen eingesetzt wurden.
Von Mosbach aus erfolgte 1714 die Gründung des  Franziskanerklosters in Sinsheim. Von 1720 bis 1738 unterhielt das Mosbacher Kloster ein eigenes Gymnasium. Ab 1771, nach Fertigstellung der Noviziatsgebäude, erfolgte im Mosbacher Kloster die Ausbildung der Novizen der gesamten Ordensprovinz. Allerdings bestand eine Beschränkung auf maximal 30 im Kloster wohnhafte Personen, so dass bei 18 Patres und sechs Laienbrüdern (im Jahr 1801) nur wenige Novizen aufgenommen werden konnten.
1802 verfügte der pfalz-bayerische Kurfürst Maximilian Joseph die Aufhebung des Klosters. Als Druckmittel wurde das Sammeln von Almosen untersagt, gleichzeitig wurden dem Kloster jedoch noch zwölf mittellose Patres des ebenfalls aufgehobenen Klosters Sinsheim zugeteilt. Die Klosterbrüder begannen darauf mit dem Verkauf der Einrichtung, was ihnen dann jedoch auch untersagt wurde. Ohne eine Existenzgrundlage vor Ort verließen die meisten Brüder Mosbach im Juni 1802.
1803 kam der größte Teil der rechtsrheinischen Pfalz mit Mannheim und Heidelberg zu Baden, Mosbach dagegen zum neuen Fürstentum Leiningen, so dass es 1803 zu einer kurzzeitigen Wiedereröffnung des Klosters kam, indem man den für die Pfarreien der umliegenden Orte zuständigen Patres erlaubte, den Komplex weiter zu bewohnen. 1808 wurde das Kloster endgültig aufgehoben. Die in Mosbach verbliebenen drei Patres und zwei Brüder wurden ins Pfarrhaus umquartiert, wo sie noch bis 1812 als Nachfolger von Pfarrer Stiefel die Pfarrei betreuten.
Nach dem endgültigen Ende des Franziskanerklosters im Jahr 1808 wurde das verbliebene Inventar versteigert. Ein Teil der Ausstattung der Klosterkirche, darunter zwei Seitenaltäre, das Gestühl und die Kanzel, gelangte in die Simultankirche St. Juliana. Eine Statue, eine Bank und eine Glocke kamen in die Valentinskirche nach Limbach, der Hochaltar vermutlich nach Oberschefflenz. Der alte Mittelbau und die als baufällig bezeichnete Klosterkirche wurden abgerissen, die restlichen Gebäude zur Nutzung durch staatliche Stellen umgebaut und dabei um Querbauten ergänzt. Teile der Klostergebäude gingen im heutigen Amts- und Landgericht Mosbach auf. Die einstige Hauskapelle des Klosters wird heute als Großer Sitzungssaal genutzt. Das ehemalige Noviziatsgebäude dient heute als Staatliches Gesundheitsamt. An der Stelle der ehemaligen Franziskanerkirche befindet sich heute das Mosbacher Gefängnis. Erhalten sind außerdem noch Reste der Klostermauer, der alte Klosterbrunnen an der Hauptstraße sowie die alte Brunnenstube. Hinter dem Gericht wurde im Zuge der Landesgartenschau in Mosbach 1997 ein Klostergarten rekonstruiert.